# Guacamayo (militar)
A principios del siglo xix, durante la guerra de la Independencia, la ciudad de Cádiz (España) estaba militarizada debido a que, junto con la isla de León —actual San Fernando—, eran los únicos territorios de la España peninsular libres de la ocupación francesa.
Los militares voluntarios distinguidos eran conocidos popularmente por guacamayos, debido a los colores vivos de sus uniformes. Otros grupos militares que defendían la ciudad eran conocidos por el pueblo como los lechuguinos, los perejiles y los cananeos.